# Lega Nazionale A 2000-2001 (calcio femminile)
La Lega Nazionale A 2000-2001, campionato svizzero femminile di prima serie, si concluse con la vittoria del FC Berna.

## Classifica
|  | Pos. | Squadra          | Pt | G  | V  | N | P  | GF | GS | DR  |
|  | ---- | ---------------- | -- | -- | -- | - | -- | -- | -- | --- |
|  | 1.   | Berna            | 42 | 18 | 13 | 3 | 2  | 64 | 23 | +41 |
|  | 2.   | Sursee           | 37 | 18 | 12 | 1 | 5  | 48 | 19 | +29 |
|  | 3.   | Malters          | 35 | 18 | 11 | 2 | 5  | 66 | 36 | +30 |
|  | 4.   | Schwerzenbach    | 27 | 18 | 8  | 3 | 7  | 37 | 37 | 0   |
|  | 5.   | Rapid Lugano     | 24 | 18 | 7  | 3 | 8  | 24 | 27 | -3  |
|  | 6.   | Zuchwil 05       | 23 | 18 | 6  | 5 | 7  | 25 | 32 | -7  |
|  | 7.   | Seebach          | 22 | 18 | 7  | 1 | 10 | 29 | 55 | -26 |
|  | 8.   | Bad Ragaz        | 17 | 18 | 4  | 5 | 9  | 24 | 37 | -13 |
|  | 9.   | Rot-Schwarz Thun | 16 | 18 | 5  | 1 | 12 | 28 | 58 | -30 |
|  | 10.  | Yverdon          | 12 | 18 | 3  | 4 | 11 | 18 | 39 | -21 |

Legenda:

      Campione di Svizzera e ammesso alla UEFA Women's Cup.
      Relegata in Lega Nazionale B.
Note:

Tre punti a vittoria, uno a pareggio, zero a sconfitta.